# فرد الیس (بازیکن فوتبال)
فرد الیس (انگلیسی: Fred Ellis؛ 7 october 1900 – unknown date, 1970) بازیکن فوتبال اهل بریتانیا بود.
از باشگاه‌هایی که در آن بازی کرده‌است می‌توان به باشگاه فوتبال واتفورد، باشگاه فوتبال اشفورد یونایتد، باشگاه فوتبال گیلینگام، و باشگاه فوتبال لیتون اورینت اشاره کرد.